# Piłka nożna w Polsce (2006/2007)
Piłka nożna w Polsce - sezon 2006/2007
- Mistrz Polski: Zagłębie Lubin
- Wicemistrz Polski: GKS Bełchatów
- Zdobywca Pucharu Polski: Dyskobolia Grodzisk Wielkopolski
- Zdobywca Pucharu Ekstraklasy: Dyskobolia Grodzisk Wielkopolski
- Zdobywca Superpucharu Polski: Zagłębie Lubin
- start w eliminacjach Ligi Mistrzów: Zagłębie Lubin
- start w Pucharze UEFA: GKS Bełchatów, Dyskobolia Grodzisk Wielkopolski
- start w Pucharze Intertoto: KP Legia Warszawa